# Bokö, Alingsås kommun
Bokö är en ö i sjön Mjörn i Hemsjö socken i Alingsås kommun. Ön har en yta på 60 hektar.
Stenåldersfynd från ön visar att ön var bebodd redan för 8 000 år sedan. Öns namn kommer av trädslaget bok, och enligt en lokal sägen skall Bokö fått sitt namn efter en ung kvinna som skulle tvingas lämna sin gård på Bokö sedan hon skördat sin första skörd. Hon valde då att plantera bokar, och fick bo kvar hela sitt liv. I början av 1900-talet bodde omkring 20 personer på ön, men efter andra världskriget började avfolkningen. Bokö fick telefon på 1950-talet och elektricitet 1962. På 1960-talet lades det sista jordbruket ned. Därefter saknade Bokö bofast befolkning fram till 1992, då en familj åter bosatte sig på ön. Förutom tre gårdar finns omkring fem fritidshus på ön.